# Вялгозеро
Вялгозеро — озеро, расположено на границе Тихвинского и Бокситогорского районов Ленинградской области.
Площадь озера составляет 2,44 км², длина береговой линии равна 11,6 км. Площадь водосбора — 52 км².
Высота над уровнем моря — 205,6 м.
Оценка степени развития береговой линии S (минимальное значение S = 1 — характеризует абсолютно круглое озеро) свидетельствует о средней изрезанности береговой линии: S = 2,1 ед. Максимальная длина озера — 2,4 км, средняя глубина — 4,3 м, максимальная глубина — 9,4 м. Высокая величина глубины озера может указывать на значительную роль карстующихся пород (широко распространенных в данном ландшафте) в появлении и развитии изучаемого водоёма.
По происхождению Вялгозеро относится к ледниковым озёрам. Данный тип озёр является преобладающим на востоке Ленинградской области.